# Wild TV
Wild TV est une chaîne de télévision canadienne spécialisée de catégorie B en langue anglaise appartenant à Wild TV Inc. (Dieter Kohler) qui offre une programmation en plein-air sous forme d'émissions de chasse et pêche.

## Histoire
Après avoir obtenu une licence de diffusion auprès du CRTC en 2003 pour le service The Hunting Channel, la chaîne a été lancée en septembre 2004 sous le nom de Wild TV et distribué chez des petits distributeurs canadiens, mais a rejoint les distributeurs majeurs au cours des années. La version haute définition a été lancée le 28 janvier 2010.

## International
La chaîne a été distribuée en Nouvelle-Zélande entre juillet 2009 et juillet 2010.
En 2010 et 2011, la chaîne a été lancée dans de nombreux pays Européens tels que la Finlande, Estonie, Suède, Slovaquie, République tchèque, et Slovénie.